# 韋氏上棘鮠
韋氏上棘鮠，為輻鰭魚綱鯰形目鼬鯰科的其中一種，為熱帶淡水魚，分布於南美洲巴拉圭河、Mamoré及Pilcomayo河流域，體長可達15公分，棲息在底層水域，生活習性不明。